# Codice a blocchi
I codici a blocco sono codici senza memoria, cioè le parole di codice, di n cifre, dipendono solo dal corrispondente blocco di k bit generato dalla sorgente; 
vengono solitamente indicati con la coppia (n,k). 
La classe più importante di codici a blocco è rappresentata dai codici a controllo di parità, nei quali gli elementi della parola di codice sono un insieme di n controlli eseguiti sulle k cifre d'informazione. Un codice è detto sistematico se i primi k bit della parola di codice sono una semplice ripetizione dei bit generati dalla sorgente (questa definizione è valida per qualsiasi tipo di codice), mentre il controllo di parità è costituito solamente dalle restanti n - k cifre.